# Map of the Problematique
Map Of The Problematique je píseň anglické alternativní rock skupiny Muse, nahraná v roce 2006 na jejich čtvrté studiové album Black Holes and Revelations. Jako jediná byla vydána pouze jako digitální download (dne 18. června 2007). Píseň byla srovnávána s "Enjoy the Silence" od Depeche Mode[zdroj?]. Matt Bellamy ale v interview popírá, že by ji použil jako inspiraci k složení Map Of The Problematique.

## Verze singlu
Digital single
1. "Map of the Problematique"
2. "Map of the Problematique" (Does It Offend You, Yeah? remix)

UK iTunes
1. "Map of the Problematique" (AOL Session)

Muse.mu
1. "Map of the Problematique" (Rich Costey)
2. "Map of the Problematique" (Živě z Wembley Stadium)
3. Wembley Digital Souvenir Pack